# Ölanda församling
Ölanda församling var en församling  i Skara stift i nuvarande Skara kommun. Församlingen uppgick 1452 i Istrums församling.
Kyrkan låg på den plats där senare Ölanda kapell uppfördes.

## Administrativ historik
Församlingen har medeltida ursprung och uppgick 1452 i Istrums församling, efter att före dess ingått i Eggby pastorat.